# Schürstabhaus
Dom Pokera  (Schürstabhaus) – budynek gotycki położony w Norymberdze przy Albrecht-Dürer-Platz. Dom jest gotycką wieżą mieszkalną z XIV wieku. Obecny kształt uzyskał po przebudowie w latach 1482–1483. Budynek został uszkodzony podczas drugiej wojny światowej i odrestaurowany w latach 1995–1997.